# Чанниково (Воскресенский район)
Чанниково — деревня в составе Богородского сельсовета в Воскресенском районе Нижегородской области.

## География
Находится в правобережье Ветлуги на расстоянии примерно 13 километров по прямой на юго-восток от районного центра посёлка Воскресенское.

## История
Деревня в XIX веке входила в Макарьевский уезд Нижегородской губернии. Последний владелец Левашов. В 1859 году в ней было отмечено 62 двора и 373 жителя, в 1911 году 103 двора. В 1925 году было 488 жителей.

## Население
Постоянное население составляло 47 человек (русские 94 %) в 2002 году, 23 в 2010 году.